# Manilkara sideroxylon
Manilkara sideroxylon là một loài thực vật có hoa trong họ Hồng xiêm. Loài này được (Griseb.) Dubard mô tả khoa học đầu tiên năm 1915.